# Gastón Revol
Gastón Revol (Ciudad de Córdoba, 26 de noviembre de 1986) es un jugador argentino de rugby 7 que se desempeña como fullback o medio scrum. Formó parte de la Selección de rugby 7. Es jugador del Club La Tablada de la Unión Cordobesa de Rugby en Argentina y Dogos XV en el Super Rugby Américas.
Fue parte de la Selección de rugby 7 que ganó la medalla de bronce en los Juegos Olímpicos de Tokio 2020.

## Carrera deportiva
Revol debutó en la Selección de rugby 7 en 2009 en el Seven de Londres contra el seleccionado de Portugal. Lleva más de 430 partidos jugados con la selección de seven, lo que lo hace uno de los jugadores más experimentados del plantel actual. En 2016, capitaneó al equipo en los Juegos Olímpicos de Río de Janeiro 2016 donde obtuvo el sexto puesto. Revol jugó dos Copas del mundo de rugby 7: 2013 en Moscú y 2018 en San Francisco. En esta última, también fue el capitán del seleccionado, el cual finalizó el torneo en el quinto puesto.
Obtuvo la medalla de oro en los Juegos Panamericanos de 2019 y la medalla de plata en los Juegos Panamericanos de 2015. En los Juegos Olímpicos de Tokio 2020 obtuvo la medalla de bronce tras vencer a Gran Bretaña 17-12.
El primer día del Seven de Los Ángeles 2023, ante Gran Bretaña en el primer partido del torneo, Gastón Revol alcanzó las 94 etapas disputadas de la Serie Mundial Masculina de Rugby 7 con la camiseta argentina lo que lo hace el jugador con más torneos disputados en la historia del rugby 7's.
En 2023, ganó tres torneos encontrándose entre ellos el Seven de Nueva Zelanda que se desarrolló en el mes de enero en la ciudad de Hamilton tras vencer al equipo local 14 a 12. Posteriormente se coronó campeón en el Seven de Canadá realizado en Vancouver luego de vencer a Francia en el mes de marzo y en mayo obtuvo el campeonato en el Seven de Londres venciendo a Fiyi.
Gastón logró la medalla de oro en los Juegos Panamericanos de 2023 tras derrotar a Chile 24-5.
Luego de competir en los Juegos Olímpicos de París 2024, Gastón se retiró de la selección.

## Estadísticas
| Partidos | Puntos anotados | Tries anotados |
| -------- | --------------- | -------------- |
| 488      | 1008            | 62             |

## Palmarés
- Medalla de oro en los Juegos Suramericanos de 2014 en Santiago de Chile.[14]

- Medalla de plata en los Juegos Panamericanos de 2015.[15]

- Jugador del año del rugby de Córdoba 2015.[16]

- Campeón del Torneo del Interior "A" con el Club La Tablada en 2017.[17]

- Campeón del Torneo Región Centro en 2017.[18]

- Quinto puesto con los Pumas 7s en la copa del mundo de rugby 7 2018 en San Francisco.[19]

- Medalla de oro en los Juegos Panamericanos de 2019

- Medalla de bronce en los Juegos Olímpicos de Tokio 2020

- Medalla de oro en los Juegos Panamericanos de 2023